# European Rugby Challenge Cup
European Rugby Challenge Cup – coroczne rozgrywki dla najlepszych europejskich klubów rugby union, niższe rangą od European Rugby Champions Cup, odbywające się od sezonu 1996/1997. Ich organizatorem od 2014 jest European Professional Club Rugby.

## Historia
Pierwsze dwie edycje odbyły się pod nazwą European Conference (1996-1998), kolejne trzy jako European Shield (1998–2001), następne 13 jako European Challenge Cup (2001–2014), a od 2014 turniej nosi oficjalną nazwę European Rugby Challenge Cup. Jednakże ze względów sponsorskich nosił w przeszłości także nazwy Parker Pen Shield (2001–2003), Parker Pen Challenge Cup (2003–2005) i Amlin Challenge Cup (2009–2014).

## System rozgrywek
Turniej przechodził kilka zmian formatów rozgrywek, pierwszych sześć edycji było rozgrywanych przez 24–32 drużyn systemem grupowym zakończonym fazą play-off. W sezonach 2002/2003 do 2004/2005 zwycięzca był wyłaniany spośród 32 drużyn rozgrywających mecze od początku do końca systemem pucharowym.
Od sezonu 2005/2006 ustalono liczbę drużyn na dwadzieścia, które w pierwszej fazie rozgrywały mecze systemem ligowym podzielone na pięć grup po cztery zespoły. Do fazy play-off awansowali zwycięzcy grup oraz trzy drużyny z drugich miejsc z najlepszym bilansem punktów (w latach 2009–2014 awansowali zwycięzcy grup, a pozostałe miejsca zapełniały drużyny z drugich miejsc w rozgrywkach Pucharu Heinekena). W fazie pucharowej rozgrywane były ćwierćfinały, półfinały i finał (na wszystkich etapach rozstrzygający był jeden mecz).
W 2020 w związku z ograniczeniem liczby uczestników do 14 zmieniono format rozgrywek. W pierwszej fazie nie było podziału na grupy. Drużyny podzielono na dwa koszyki. Każda drużyna w pierwszej fazie miała rozegrać cztery spotkania – po dwa w domu i na wyjeździe, z czterema przeciwnikami z drugiego koszyka pochodzącymi z innych lig. Osiem najlepszych drużyn w tabeli awansowało do fazy pucharowej. Miało dołączyć do nich osiem drużyn z równoległego sezonu European Rugby Champions Cup, które w pierwszej fazie swoich rozgrywek zajęły miejsca 5–8 w swoich grupach. W fazie pucharowej rozgrywane były 1/8 finału, ćwierćfinały, półfinały i finał, w każdym po jednym meczu.
W 2021 liczba uczestników wzrosła do 15. W związku z tym w pierwszej fazie drużyny podzielono na trzy grupy po pięć zespołów (mecze rozgrywane każdy z każdym, bez rewanżów), a do fazy play-off awansowało 10 najlepszych drużyn. Na tym etapie dołączyło do nich sześć drużyn z równoległego sezonu European Rugby Champions Cup, które w pierwszej fazie swoich rozgrywek zajęły miejsca 9–11 w swoich grupach. W 2023 do pierwszego etapu rozgrywek dopuszczono 18 drużyn podzielonych na trzy grupy po sześć zespołów (każdy rozgrywał cztery mecze). Do 1/16 finału awansowały po cztery najlepsze drużyny z każdej grupy, a stawkę na tym etapie uzupełniały cztery drużyny z Champions Cup, które nie dostały się do play-off w tamtych rozgrywkach.

## Uczestnicy rozgrywek

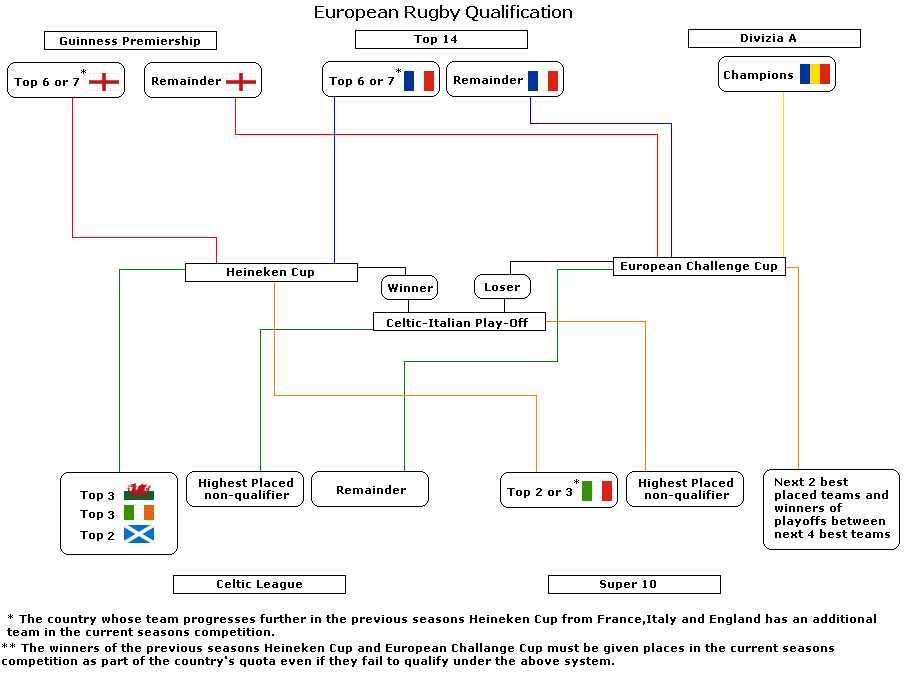
System kwalifikacji do 2009

Liczba drużyn z każdego państwa uczestnicząca w European Rugby Challenge Cup jest powiązana z systemem eliminacji do European Rugby Champions Cup. Przed 2020 spośród 20 drużyn 18 uczestników rozgrywek były to drużyny z trzech profesjonalnych lig europejskich, które nie uzyskały awansu do Champions Cup: ligi angielskiej Premiership, francuskiej Top 14 oraz międzynarodowej Pro14, w której grają drużyny z Irlandii, Walii, Szkocji, Włoch i Afryki Południowej (przy czym te ostatnie są wyłączone z uczestnictwa w rozgrywkach europejskich takich jak Champions Cup i Challenge Cup). Pozostałe dwa miejsca w rozgrywkach obsadzały dwie najlepsze drużyny z poprzedniego sezonu rozgrywek europejskich Continental Shield, w których uczestniczyły drużyny z krajów europejskich nie biorących udziału w Pucharze Sześciu Narodów oraz z Włoch.
W 2020 w związku ze zwiększeniem liczy uczestników European Rugby Champions Cup z 20 do 24 oraz rezygnacją z kwalifikacji zespołów spoza lig Pro14, Top 14 i Premiership liczba uczestników European Rugby Challenge Cup została zmniejszona do 14. W kolejnym sezonie było ich 15. W 2023 zwiększono liczbę drużyn do 18 – oprócz tych ekip z trzech lig, które nie zakwalifikowały się do Champions Cup, zaproszono dwie dodatkowe drużyny.

## Wyniki finałów
Wyniki dotychczasowych finałów:
| Sezon     | Zwycięzca          | Wynik | Przegrany          | Stadion                              | Frekwencja |
| --------- | ------------------ | ----- | ------------------ | ------------------------------------ | ---------- |
| 1996/1997 | Bourgoin-Jallieu   | 18:9  | Castres            | Stade de la Méditerranée, Béziers    | 10 000     |
| 1997/1998 | Colomiers          | 43:5  | Agen               | Stade des Sept Deniers, Tuluza       | 12 500     |
| 1998/1999 | Clermont           | 35:16 | Bourgoin-Jallieu   | Stade de Gerland, Lyon               | 31 986     |
| 1999/2000 | Pau                | 34:21 | Castres            | Stade des Sept Deniers, Tuluza       | 6000       |
| 2000/2001 | Harlequins         | 42:33 | Narbona            | Madejski Stadium, Reading            | 11 211     |
| 2001/2002 | Sale Sharks        | 25:22 | Pontypridd         | Kassam Stadium, Oksford              | 12 000     |
| 2002/2003 | Wasps              | 48:30 | Bath               | Madejski Stadium, Reading            | 18 074     |
| 2003/2004 | Harlequins         | 27:26 | Clermont           | Madejski Stadium, Reading            | 13 123     |
| 2004/2005 | Sale Sharks        | 27:3  | Pau                | Kassam Stadium, Oksford              | 7230       |
| 2005/2006 | Gloucester         | 36:34 | London Irish       | Twickenham Stoop, Londyn             | 12 053     |
| 2006/2007 | Clermont           | 22:16 | Bath               | Twickenham Stoop, Londyn             | 10 134     |
| 2007/2008 | Bath               | 24:16 | Worcester Warriors | Kingsholm Stadium, Gloucester        | 16 157     |
| 2008/2009 | Northampton Saints | 15:3  | Bourgoin-Jallieu   | Twickenham Stoop, Londyn             | 9260       |
| 2009/2010 | Cardiff Blues      | 28:21 | Tulon              | Stade Vélodrome, Marsylia            | 48 990     |
| 2010/2011 | Harlequins         | 19:18 | Stade Français     | Cardiff City Stadium, Cardiff        | 12 236     |
| 2011/2012 | Biarritz           | 21:18 | Tulon              | Twickenham Stoop, Londyn             | 9376       |
| 2012/2013 | Leinster           | 34:13 | Stade Français     | RDS Arena, Dublin                    | 20 396     |
| 2013/2014 | Northampton Saints | 30:16 | Bath               | Cardiff Arms Park, Cardiff           | 12 483     |
| 2014/2015 | Gloucester         | 19:13 | Edynburg           | Twickenham Stoop, Londyn             | 14 316     |
| 2015/2016 | Montpellier        | 26:19 | Harlequins         | Grand Stade de Lyon, Lyon            | 28 556     |
| 2016/2017 | Stade Français     | 25:17 | Gloucester         | Murrayfield Stadium, Edynburg        | 24 594     |
| 2017/2018 | Cardiff Blues      | 31:30 | Gloucester         | San Mamés, Bilbao                    | 32 543     |
| 2018/2019 | Clermont           | 36:16 | La Rochelle        | St James’ Park, Newcastle upon Tyne  | 28 438     |
| 2019/2020 | Bristol Bears      | 32:19 | Tulon              | Stade Maurice-David, Aix-en-Provence | 1000       |
| 2020/2021 | Montpellier        | 18:17 | Leicester Tigers   | Twickenham Stadium, Londyn           | 10 000     |
| 2021/2022 | Lyon               | 30:12 | Tulon              | Stade Vélodrome, Marsylia            | 51 431     |
| 2022/2023 | Tulon              | 43:19 | Glasgow Warriors   | Aviva Stadium, Dublin                | ...        |
| 2023/2024 | Sharks             | 36:22 | Gloucester         | Tottenham Hotspur Stadium, Londyn    | 34 761     |
| 2024/2025 | Bath               | 37:12 | Lyon               | Principality Stadium, Cardiff        | 36 705     |